# Angela Alsobrooks
Angela Deneece Alsobrooks (Suitland, Maryland, 1971. február 23. –) amerikai jogász és politikus, 2025 óta az Egyesült Államok szenátora Maryland államból. 2018 és 2024 között Prince George’s megye megyei biztosa volt. Az első nő, aki betöltötte a posztot, illetve Maryland állam történetének első afroamerikai női megyei biztosa. A Demokrata Párt tagja, 2010 és 2018 között Prince George’s államjogásza volt.
Prince George’s megyében nőtt fel, a Duke és a Marylandi Egyetemre járt. Eleinte ügyvédként dolgozott helyi cégeknél, mielőtt a megyei kormánynál kezdett el dolgozni, családon belüli erőszakkal foglalkozó államügyészként. 2010-ben megválasztották a megye államjogászának, majd 2014-ben újraválasztották. A 2018-as előválasztáson a megyei biztosi posztért legyőzte Donna Edwards-t, majd a választáson ellenfél nélkül indult. 2022-ben újraválasztották.
Bejelentette, hogy 2024-ben elindul az állam megüresedő szenátori posztjáért, az előválasztáson legyőzte a nála sokkal több pénzt költő David Trone képviselőt. A választáson ellenfele az állam korábbi kormányzója, Larry Hogan volt.